# Die glorreichen Sieben (Fernsehserie)
Die glorreichen Sieben war eine US-amerikanische Westernserie, die zwischen 1998 und 2000 produziert wurde.

## Handlung
Ein Dorf wird von einem Colonel der Südstaaten-Armee bedroht, der nicht begreifen will, dass der Sezessionskrieg vorüber ist. Sieben Männer schließen sich zusammen, um das Dorf zu beschützen:
- Chris Larabee, Revolverheld und Anführer der glorreichen Sieben
- Vin Tanner, Kopfgeldjäger
- Ezra Standish, Falschspieler
- Josiah Sanchez, Ex-Prediger
- J. D. Dunne, Greenhorn
- Buck Wilmington, Frauenheld
- Nathan Jackson, Ex-Sklave

Nachdem die Angreifer abgewehrt und das Dorf gerettet sind, bleiben die glorreichen Sieben zusammen und lassen sich in der nahegelegenen Stadt Four Corners nieder, wo sie daraufhin für Recht und Ordnung kämpfen.

## Hintergrund
Die Serie basiert auf dem Western Die glorreichen Sieben von John Sturges, der seinerseits ein Remake des Films Die sieben Samurai von Akira Kurosawa ist. Robert Vaughn, der im Spielfilm von 1960 die Rolle des Lee spielte, hat in sechs Episoden der Serie eine wiederkehrende Gastrolle als Richter Oren Travis.
Die erste Episode hat als Pilotfilm die doppelte Länge von 86 Minuten.

## Auszeichnungen
- 1998: Emmy in der Kategorie Kostümdesign an Dan Moore
- 1999: Emmy–Nominierung in der Kategorie Kostümdesign an Dan Moore